# Crête (militaire)
Pour les articles homonymes, voir crete.
Dans les fortifications, une crête est le sommet des angles les plus élevés du profil des terrassements.

## Crête du chemin couvert
La crête du chemin couvert, également appelée crête militaire est placée à l'extérieur de la fortification même, sur la contrescarpe, le plus en avant d'où l'on peut voir et agir sur l'assaillant.

Au-delà s'étend le glacis. 

## Crête du parapet
La crête intérieure également appelée crête du parapet ou ligne de feu est placée sur le mur intérieur de la fortification sur l'escarpe. Elle passe par les points les plus élevés du terrain : c'est la ligne de faîte ou crête topographique dite également crête couvrante puisqu'elle domine et couvre la crête militaire.
Il y a deux crêtes du parapet :
- La crête extérieure du parapet qu'il ne faut pas confondre avec la magistrale, qui est la partie supérieure du mur d'escarpe, qui donne directement au-dessus des cunettes et des fossés. Parfois la crête extérieure peut se confondre avec la magistrale dans le cas où la plongée rejoint directement la tablette.
- La crête intérieure du parapet située au-dessus de la crête extérieure du parapet.
- Entre ces deux crêtes se trouve la plongée.